# Křenice (district de Klatovy)
Pour les articles homonymes, voir Křenice.
Křenice (en allemand : Krenitz, auparavant Krzenitz) est une commune du district de Klatovy, dans la région de Plzeň, en République tchèque. Sa population s'élevait à 202 habitants en 2021.

## Géographie
Křenice se trouve à 14 km au nord-ouest de Klatovy, à 30 km au sud-sud-ouest de Plzeň et à 110 km à l'ouest-sud-ouest de Prague.
La commune est limitée par Ptenín au nord, par Biřkov à l'est, par Ježovy au sud-est, par Chudenice au sud, et par Srbice à l'ouest.

## Histoire
La première mention écrite de la localité date de 1339.

## Administration
La commune se compose de trois quartiers :
- Kámen
- Křenice
- Přetín

## Galerie

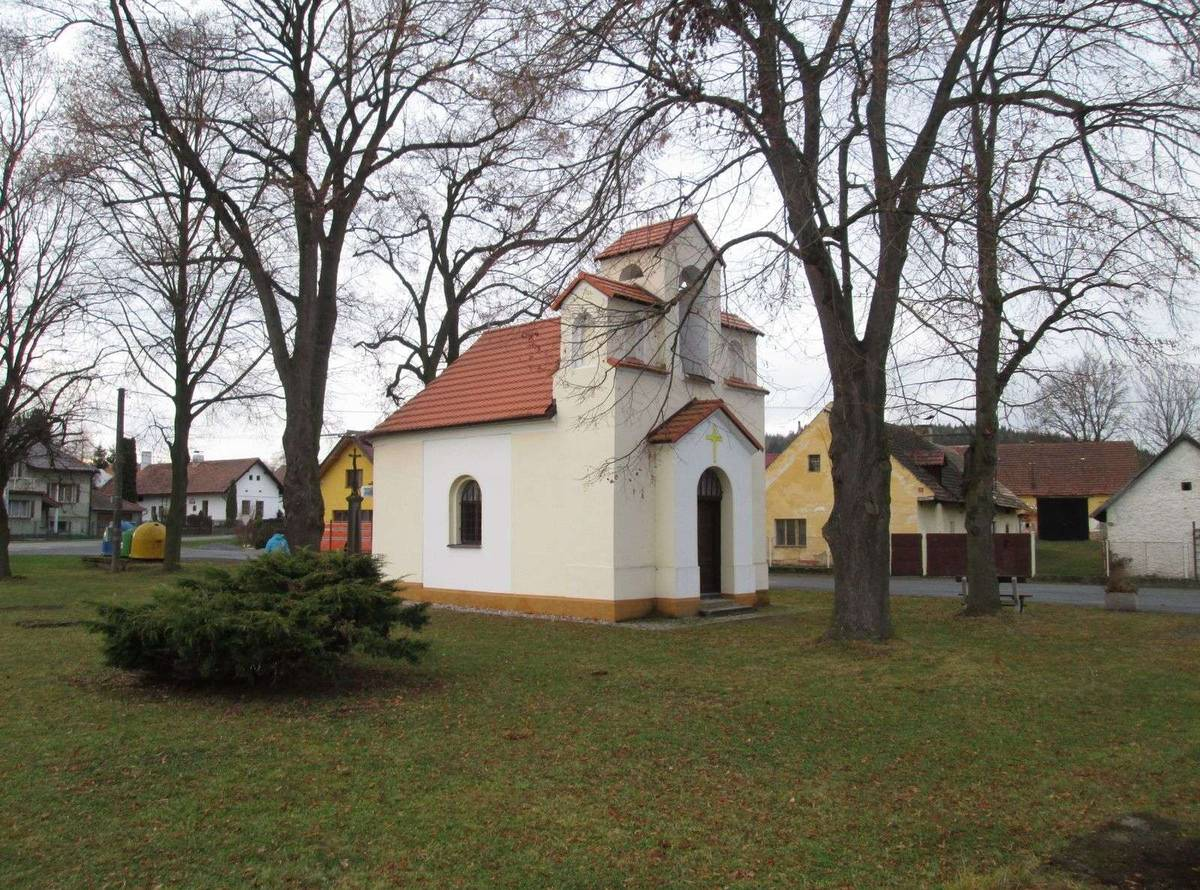
Chapelle à Přetín.
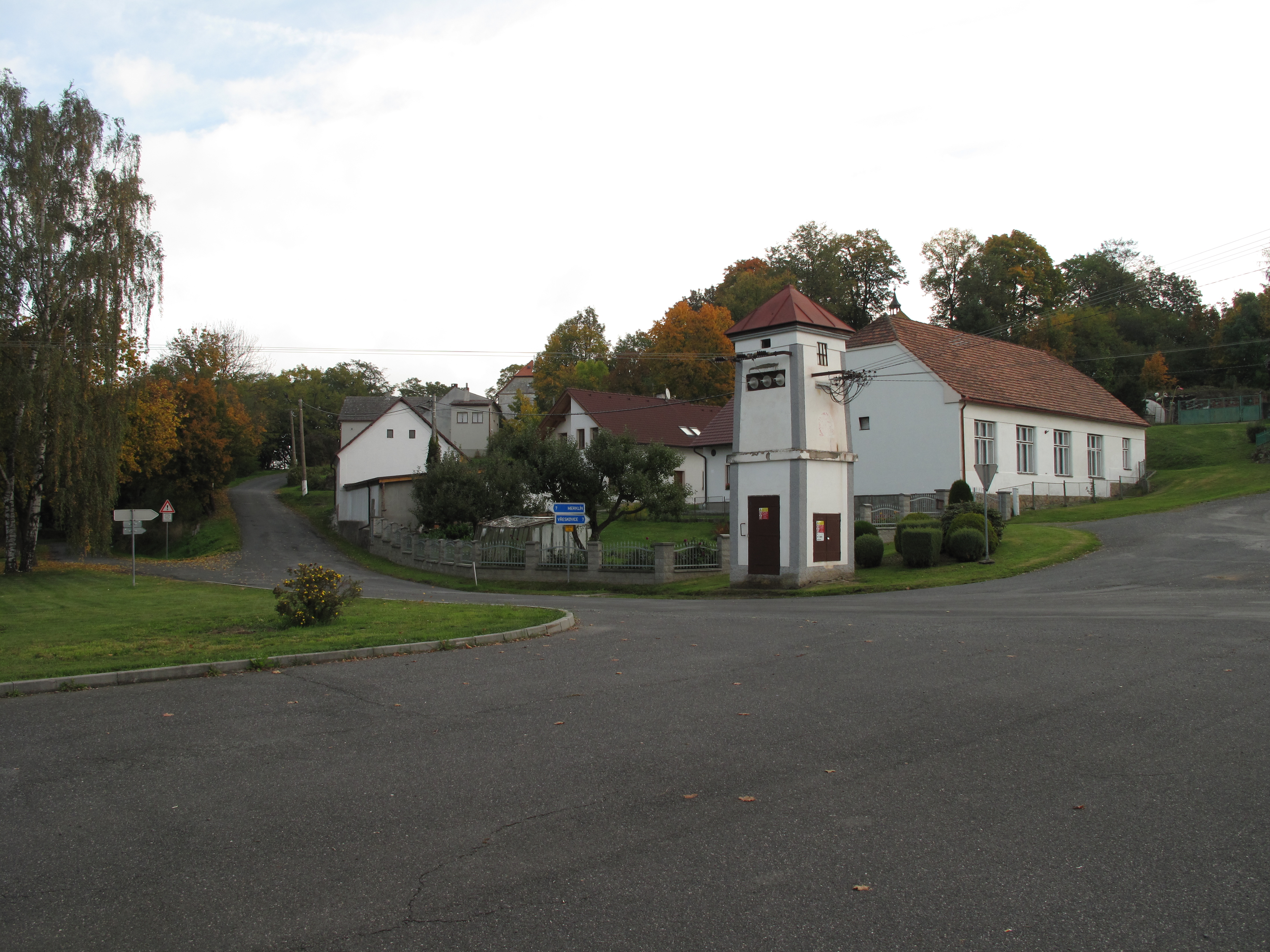
Křenice.

## Transports
Par la route, Křenice se trouve à 15 km de Přeštice, à 18 km de Klatovy, à 37 km de Plzeň et à 125 km de Prague.